# Temnikova III: Не модные
«TEMNIKOVA III: Не модные» — дебютный студийный альбом российской исполнительницы Елены Темниковой, релиз которого состоялся 27 апреля 2018 года.

## Об альбоме
Альбом является полноформатной студийной сольной работой Елены Темниковой. Живая премьера альбома состоялась 18 апреля в «ГлавClubе», сам альбом вышел 27 апреля.
27 апреля на платформе Apple Music прошла премьера видеоклипа на песню «Не сдерживай меня». Через месяц видео появилось на канале Темниковой на сайте YouTube. Режиссёрами работы выступили Олег Мороз и Евгений Соболев. 8 июня Темникова приняла участие в программе «Вечерний Ургант», где исполнила акустическую версию заглавной композиции альбома «Не модные».

## Синглы
- «Не сдерживай меня» — первый сингл с данного альбома. Релиз состоялся 30 марта 2018 года. Премьера видеоклипа состоялась 31 мая 2018 года. Эта работа Елены с режиссёром Евгением Соболевым стала второй. Сюжет данного клипа заключается в том, что главная героиня (Лена) готовится к приходу своего возлюбленного, надевает самый лучший наряд и дорогое украшение, готовит ужин и подарок (по видимому, у них по сюжету годовщина), а её бойфренд тусит с друзьями в баре, где у него происходит стычка с мужиками, сидящими в баре. Во время этой стычки он разбивает свой телефон. Главная героиня пишет ему сообщения и пытается дозвониться, переживая и думая, что он ей изменяет. Далее, показывают как её парень заходит в ювелирный магазин и начинает выбирать кольцо, параллельно нам показывают, как главная героиня злится, плачет и бьётся в истерике. Следом показывают кадры, как парень, якобы отказывается делать покупку, но продавец заподозрил его в воровстве. За ним и его двумя друзьями бежит охранник, но им удаётся скрыться. Далее, показаны кадры как он вернулся домой и протянул в руке кольцо. На этом видеоклип заканчивается. Данное видео собрало на YouTube более 2 млн просмотров.
- «Не модные» — второй и последний официальный сингл с данного альбома. Релиз трека как промосингла состоялся 20 апреля 2018 года, но официальным синглом трек стал чуть позже, примерно в мае-июне 2018 года. Премьера видеоклипа состоялась 22 августа 2018 года в Apple Music. В качестве режиссёра выступила Кэйт Як (Kate Yak). Сюжет данного клипа заключается в том, что бы показать дворовый стиль 2000-х годов. Главная героиня (снова Лена) едет на полуржавом и стареньком уазике со своим парнем на бензоколонку. Затем, с переменами кадров нам показывают Лену, сидящую в наушниках Beats и параллельно уличную драку. Далее вечеринку и парочку, поедающую мороженое в виде головы Лены. В конце клипа парень снимает наушники с Лены и они обнимаются. За первые сутки после выхода, клип набрал более 300 тыс. просмотров на YouTube.
- «Мне нормально» — третий сингл, представленный 3 ноября 2017 года. Изначально его не было в трек-листе альбома, но в последних месяцах его добавили в финальную версию, на данную композицию видеоклипа нет.

### Промосинглы
- «Медленно» — первый промосингл с данного альбома, представленный 23 февраля 2018 года. Мелодичная лирическая композиция в стиле альтернативного хип-хопа. Видеоклипа на данную композицию нет.

## Рецензии
Алексей Мажаев с сайта InterMedia поставил альбому 3 звезды из 5. По его мнению у этих песен нет души и они не запоминаются. Мажаев отметил, что вообще рад, что Темникова не потеряла в своей популярности после ухода из группы, и востребована в клубах, но в то же время её нынешняя музыка не похожа на ту массовую поп-музыку, которую любит современный российский слушатель. Несмотря на то, что радиостанции плохо приняли сольное творчество Темниковой, она сделала упор на интернет и работает как настоящий инди-артист.

## Список композиций
| №   | Название            | Автор(ы)        | Длительность |
| --- | ------------------- | --------------- | ------------ |
| 1.  | «Intro»             | Елена Темникова | 0:51         |
| 2.  | «Не модные»         | Елена Темникова | 3:01         |
| 3.  | «Не сдерживай меня» | Елена Темникова | 3:22         |
| 4.  | «Очень сильно»      | Елена Темникова | 2:59         |
| 5.  | «Нетрезвыми»        | Елена Темникова | 2:58         |
| 6.  | «Белый шум»         | Елена Темникова | 2:58         |
| 7.  | «Что-то не так»     | Елена Темникова | 2:51         |
| 8.  | «Медленно»          | Елена Темникова | 2:53         |
| 9.  | «Это пздц»          | Елена Темникова | 3:26         |
| 10. | «Не сильней я»      | Елена Темникова | 2:58         |
| 11. | «Размешай»          | Елена Темникова | 2:54         |
| 12. | «Мне нормально»     | Елена Темникова | 3:19         |
| 13. | «Outro»             | Елена Темникова | 1:13         |

### Видеоклипы
1. «Не сдерживай меня» — режиссёры: Олег Мороз, Евгений Соболев;
2. «Не модные» — режиссёр: Kate Yak;
3. «Не модные (вертикальный)» — режиссёр: неизвестно.